# Apostolisches Vikariat Inírida
Das Apostolische Vikariat Inírida (lat.: Apostolicus Vicariatus Iniridanus, span.: Vicariato Apostólico de Inírida) ist ein in Kolumbien gelegenes römisch-katholisches Apostolisches Vikariat mit Sitz in Inírida. 

## Geschichte
Das Apostolische Vikariat Inírida entstand am 30. November 1996 infolge der Teilung des Apostolischen Vikariates Mitú-Puerto Inírida.

## Apostolische Vikare von Inírida
- Antonio Bayter Abud MXY, 1996–2013
- Joselito Carreño Quiñonez MXY, seit 2013